# 阿達米夫
50°4′57″N 27°23′53″E / 50.08250°N 27.39806°E
阿達米夫（烏克蘭語：Адамів），是烏克蘭西部的村莊，隸屬赫梅利尼茨基州的舍佩蒂夫卡區。該村始建於1720年，面積1.43平方公里，2001年人口377，人口密度每平方公里263.3人。